# Liste der Universitäten in Kenia
Kenias Geschichte der Universitäten reicht bis zur Bildung der föderalen University of East Africa 1963 zurück. Mit deren Auflösung wurde die University of Nairobi formal am 10. Dezember 1970 eingerichtet. Seit 1984 kam es zu weiteren Universitätsgründungen, so dass heute zwölf öffentliche Universitäten existieren. Jeder Präsident gründete mindestens eine neue Universität bzw. wertete ein College auf. Anfang 2013 sollen weitere 15 Colleges zu Volluniversitäten aufgewertet, um zusätzlich 10.000 Studienplätze zu schaffen. Durch streikbedingte Schließungen und Veränderungen des Bildungssystems gibt es einen Rückstau von 40.000 Studierenden, die nach ihrem Schulabschluss bis zu zwei Jahre auf einen (unterstützten) Studienplatz warten müssen.

## Staatliche Universitäten
- Chepkoilel University College, Eldoret, 2013
- Chuka University, Chuka, 2013
- Dedan Kimathi University of Technology, Nyeri, 2012
- Egerton University, Njoro, 1987, agrarwissenschaftlicher Schwerpunkt
- Jaramogi Oginga Odinga University of Science and Technology, Bondo, 2009
- Jomo Kenyatta University of Agriculture and Technology, Nairobi, 1994
- Kenya Polytechnic University College, Nairobi, 2008
- Kenyatta University, Nairobi, 1985, erziehungswissenschaftlicher Schwerpunkt
- Kisii University, Kisii, 2013
- Laikipia University, Eldoret, 2013
- Maasai Mara University, Narok, 2013
- Maseno University, Maseno, 2000
- Masinde Muliro University of Science and Technology, Kakamega, 2007
- Meru University of Science and Technology, Meru, 2010
- Moi University, Eldoret, 1984, technisch-ingenieurwissenschaftlicher Schwerpunkt
- Multimedia University of Kenya, Nairobi, 2013
- Pwani University, Kilifi, 2013
- South Eastern University College, Kitui, 2013
- Technical University of Kenya (formerly Kenya Polytechnic), Nairobi, 2013
- Technical University of Mombasa (formerly Mombasa Polytechnic), Mombasa, 2013
- University of Kabianga, Kabianga, 2013
- University of Nairobi, Nairobi, 1970, Volluniversität

## Private & religiöse Universitäten
- Adventist University of Africa, Nairobi, 2006, nur postgraduale Kurse
- Africa Nazarene University, Nairobi, 1993, christlich
- Daystar University, Nairobi, christlich
- Genco University, Nairobi, Fernuniversität
- Catholic University of Eastern Africa, Nairobi, 1992
- Kabarak University, Kabarak, christlich
- KCA University, Nairobi, 2007
- Kenya Methodist University, Meru, 2006, christlich
- Kimathi University College of Technology, Nyeri, 2007
- Kiriri Women’s University of Science and Technology, Nairobi, christlich
- Mt Kenya University, Thika, 2006
- Pan Africa Christian University, Nairobi, 2006, christlich
- Presbyterian University of East Africa, Kikuyu, 2007, christlich
- St. Paul’s University, Limuru, 2007
- Strathmore University, Nairobi, 2007
- United States International University, Nairobi, 1989
- University of Eastern Africa, Baraton

## Übergreifende Universitäten mit einem Campus in Kenia
- Aga Khan University, Nairobi, 1983, in Kenia mit Universitätskrankenhaus